# 앨빈 해리슨

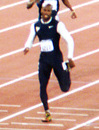

앨빈 레오너도 해리슨 (Alvin Leonardo Harrison, 1974년 1월 20일 ~ )은 미국의 전직 육상 선수로 단거리달리기에서 활약했다. 그는 1996년과 2000년 하계 올림픽에 나가 1600m 계주에서 금메달 2개와 400m에서 은메달을 획득하였으나 후반의 릴레이 금메달을 박탈당하였다.

## 인물 정보
플로리다주 올랜도에서 태어난 해리슨은 동료 올림픽 메달리스트 캘빈 해리슨의 쌍둥이 형제이다.
올림픽 대표팀에 뽑히기 위해 첫번째 시도를 하기 1년 전에 쌍둥이 선수는 포드 머스탱에 살고 있었다.
키 1.88m, 몸무게 80kg의 해리슨은 1996년 애틀랜타 올림픽 평가전에서 올림픽 본선 티켓을 땄다. 그는 400m 개인전에서 결승에 진출하는 동안, 레인 1개를 그렸고 유력한 금메달리스트 마이클 존슨에게 뒤져서 4위를 했다. 그러나 존슨은 200m에서 세계 기록을 세우는 동안 부상을 입었다. 자국의 금메달리스트와 세계 기록 보유자 버치 레이놀즈가 불참한 미국 대표팀은 1600m 릴레이에 취약해 보였다.
앨빈 해리슨과 캘빈 해리슨은 2000년 하계 올림픽때 같은 릴레이 팀에서 올림픽 금메달을 딴 최초의 쌍둥이 선수가 되면서 올림픽 역사에 한 획을 그었다. 1600m 계주에서, 앨빈은 첫번째로 달렸고 캘빈은 3번째로 달렸다. 2008년에 시드니 올림픽 1600m 릴레이의 미국 대표팀은 팀 동료 안토니오 페티그루가 금지 약물을 복용했다고 시인한후 실격 처리되었다.
앨빈 해리슨은 금지 약물을 사용한 정황 증거 때문에 2004년 아테네 올림픽에 출전하지 못했다. 2004년 10월 해리슨은 미국 반도핑기구에서 4년동안의 선수 자격 정지 징계에 찬성하였다. 그의 선수 자격 정지 징계가 2008년 말에 풀린후, 해리슨은 2008년에 도미니카 공화국에서 충성의 전송을 통해 후기 경력 르네상스를 즐겼다